# Дікштейн Катерина Олександрівна
Катери́на Олекса́ндрівна Дікште́йн (3 лютого 1913, Петербург —  29 квітня 2005, Донецьк) — українська лікарка, підполковник медичної служби, 1958 — доктор медичних наук, професор. Нагороджена двома орденами Вітчизняної війни II ступеня, орденом Червоної Зірки, Богдана Хмельницького, медалями «За оборону Москви», «За взяття Кенігсберга», «За перемогу над Німеччиною», «Захисник Вітчизни», «Ветеран праці».

## Короткий життєпис
Походить з родини земського лікаря. 1929 року dступила на медичний факультет Казанського університету, згодом переведена до Ростова-на-Дону. 1933 року закінчила Ростовський медичний інститут. Працювала в лікарні прозектором, позаштатним асистентом на кафедрі патологічної анатомії. 1938 році при тому ж інституті закінчила аспірантуру. Того ж року захистила кандидатську дисертацію: «Патологічна анатомія первинного раку легень». Залишилася працювати на кафедрі штатним асистентом.
В часі Другої світової війни — з 23 червня 1941 у війську, в полкових медсанбатах, польових пересувних госпіталях. Була на Західному та Другому Білоруському фронтах. Згодом — на посаді начальника армійської патологоанатомічної лабораторії.
Після війни працювала головним патологоанатомом Горьківського та Північно-Кавказького військових округів.
1946 року повертається до Ростова-на-Дону — доцент кафедри патологічної анатомії.
В 1956-1988 роках очолювала кафедру патологічної анатомії Донецького медичного інституту.
1958 року захистила докторську дисертацію «Патоморфологія та патогенез судинних змін при гіпертонічній хворобі».
Працювала лікарем-патологоанатомом Донецької центральної міської клінічної лікарні № 1.
Була головою Донецької обласної спілки патологоанатомів.
Написала до 180 наукових робіт, з них монографії:
- 1938 — «Патологічна анатомія первинного раку легень»,
- 1986 — «Ішемічна хвороба кишок» — у співавторстві.

Підготувала 14 докторів та 34 кандидатів наук.